# Balongsari (Gedek)
Balongsari is een bestuurslaag in het regentschap Mojokerto van de provincie Oost-Java, Indonesië. Balongsari telt 2421 inwoners (volkstelling 2010).